# The Antipodes
The Antipodes è un'opera teatrale della drammaturga statunitense Annie Baker.

## Trama
Sette sceneggiatori, sei uomini e una donna, sono seduti intorno a un tavolo per trovare una nuova idea per una serie televisiva fantasy, ordinata dal loro capo che non ha dato freno alle loro immaginazioni. Sandy, il più maturo degli scrittori, suggerisce che tutti i presenti raccontino una storia personale: come hanno perso la verginità, il loro più grande rimpianto, il momento più imbarazzante delle loro vite. Vanno avanti così per settimane con risultati mediocri, in una serie di conversazioni sugli aspetti della creatività. L'unica persona ad entrare nella stanza è Sarah, che fa da intermediaria dai produttori, sempre più irritati, e gli scrittori.
Danny M2 confessa una certa riluttanza nel parlare delle proprie esperienze passate davanti agli altri e viene invitato nell'ufficio di Sandy, da cui non ritorna più. La cosa inquieta gli altri scrittori, che decidono quindi di concentrarsi sulla storia della narratologia, tornando ai miti greci, ebraici e orientali. Delusi e sconfortati, gli sceneggiatori mettono in dubbio la possibilità di creare storie veramente nuove e riducono tutte le possibili trame in sette categorie. Tornano allora a raccontarsi storie di sesso e di morte e il dramma finisce con Adam, uno degli scrittori, che racconta un mito di sua invenzione sulla nascita della prima storia.

## Storia
Il dramma è stato rappresentato in prima assoluta al Signature Center di New York il 4 aprile 2017  per la regia di Lila Neugebauer; il cast comprendeva Phillip James Brannon (Adam), Josh Charles (Dave), Josh Hamilton (Josh), Danny Mastrogiorgio (Danny M1), Danny McCarthy (Danny M2), Emily Cass McDonnell (Eleanor), Brian Miskell (Brian), Will Patton (Sandy) e Nicole Rodenburg (Sarah); la voce registrata fuori scena era quella di Hugh Dancy.
Nel 2019 va in scena la prima britannica del dramma, un allestimento del Royal National Theatre di Londra in programma dal 21 ottobre al 23 novembre. Annie Baker ha co-diretto l'allestimento con Chloe Lamford, che ha curato anche le scenografie e i costumi. Il cast comprende: Arthur Darvill, Hadley Fraser, Conleth Hill, Imogen Doel, Matt Bardock, Bill Milner, Stuart McQuarrie e Sinéad Matthews.